# Johann Christoph Fischer
Johann Christoph Fischer (getauft 11. Juni 1717 in Öhringen; † 5. Dezember 1769 in Frankfurt am Main) war ein deutscher Komponist, Musikdirektor und Notenkopist.

## Leben
Johann Christoph Fischer war der Sohn von Friedrich Jakob Fischer (1691–1758), der in Öhringen Präzeptor (Lehrer) war und zugleich als Kantor wirkte, und der Neffe des gleichnamigen Öhringer Stadtpfarrers Johann Christoph Fischer (1680–1762). Fischer war von Jugendjahren an in der Öhringer Kirchenmusik tätig, ansonsten ist über seine Jugend und seine musikalische Ausbildung nichts bekannt. Ab 1741 war er in der Pfalz-Zweibrücker Hofkapelle von Herzog Christian IV. angestellt. Nach seiner Entlassung dort spielte er ab 1755 als freiberuflicher Musicus in der städtischen Kapelle von Frankfurt am Main.
Nach dem Tod des Kapellmeisters Johann Balthasar König 1758 bewarb er sich um dessen Nachfolge, doch wurde ihm sein Mitbewerber Johann Heinrich Steffan vorgezogen. Als auch dieser nach nur einem Jahr starb, bewarb sich Fischer erneut, dieses Mal erfolgreich. Ab 1759 war er somit in der Tradition von Georg Philipp Telemann städtischer Musikdirektor in Frankfurt am Main. Er brachte in dieser Zeit mehrere Kantaten-Jahrgänge Telemanns zur Wieder-Aufführung; 132 Telemann-Kantaten sind in Abschriften von seiner Hand überliefert, die in der Universitätsbibliothek Johann Christian Senckenberg aufbewahrt werden. Er war auch als Komponist tätig, wobei die Zuschreibung mancher Werke wegen fehlender Namensnennung im Notenmaterial nicht immer eindeutig ist. Derzeit schreibt ihm die Forschung elf eigene Kantaten zu. Mit seiner zehnjährigen Tätigkeit in Frankfurt war aber auch ein Generationswechsel verbunden, da er den Stil der Mannheimer Schule in die Frankfurter Kirchenmusik einführte.

## Werke
Kantaten:
- Also hat Gott die Welt geliebt. Ms. Ff. Mus. 177[3]
- Bleibe bey uns, denn es will Abend werden. Ms. Ff. Mus. 178[4]
- Das ist ein köstlich Ding. Ms. Ff. Mus. 179[5]
- Fahrt hin, ihr zornigen Gedanken. Ms. Ff. Mus. 180[6]
- Schmecket und sehet, wie freundlich der Herr ist. Ms. Ff. Mus. 181[7]
- Seid ihr nun mit Christo auferstanden („Crönungs-Fest : die Gerechten werden …“). Ms. Ff. Mus. 182[8]
- Siehe, ich komme bald. Ms. Ff. Mus. 183[9]
- Siehe, meine Tage sind einer Handbreit. Ms. Ff. Mus. 184[10]
- Von Gott will ich nicht lassen. Ms. Ff. Mus. 185[11]
- Wer da dürstet, der komme. Ms. Ff. Mus. 186[12]
- Wir giengen alle in der Irre. Ms. Ff. Mus. 187[13]
- Lobet, ihr Knechte des Herren. Festkantate zum Frieden von Hubertusburg (1763) [verschollen]